# Dark the Suns
Dark the Suns — фінський гурт, який грає мелодійний готик-метал.

## Історія
Історія групи починається у 2005 році з сольного проєкту вокаліста та гітариста Мікко Ояла (фін. Mikko Ojala). Для демо Мікко власноруч записав партії усіх інструментів та вокал. Демо було названо журналом Inferno Magazine «демо місяця», після чого Мікко зібрав гурт та отримав контракт з лейблом Firebox Records, де у 2006 і був записаний перший альбом — In Darkness Comes Beauty.
У 2010 році вийшло музичне відео гурту на пісню Unbroken Silence з альбому 2009 року All Ends in Silence.
Навесні 2013 року гурт припинив існування.

## Склад
- Mikko Ojala: гітара та вокал (з 2005)
- Inka Tuomaala: бас та клавішні (з 2006)
- Eliisa Tuomanen: вокал (з 2010)
- Mikael Saalasti: барабани (з 2011)

## Дискографія
- In Darkness Comes Beauty (2007)
- The Dead End (EP, 2008)
- All Ends in Silence (2009)
- Sleepwalking in a Nightmare (2010)
- Life Eternal (Compilation, 2015)
- Suru Raivosi Sydämeni Pimeydessä (2021)